# El Solerot (Lladurs)
El Solerot és una masia situada al poble de Lladurs, al municipi del mateix nom, a la comarca catalana del Solsonès, documentada des del segle xvi.